# ブラインド式
ブラインド式とは、玩具等（特に食玩）の販売手法で、中身の商品内容が見えない（=ブラインド）状態で販売すること。ブラインドパッケージ (Blind Package) とも言う。

## 概要
商品がランダムに出てくるため「ランダム商品」とも呼ばれる。消費者は目当ての商品を入手するため、余計な出費を強いられ、これが売上向上に繋がる。
児童向けの食玩から広がった販売手法であるが、おたく文化の広がりとともに、トレーディングカード、キャラクターグッズやアニメグッズなど、さらに対象年齢層の高い商品でも広く行われるようになった。経済力のある消費者の中には、目当ての商品（多くの場合はシークレットアイテム）を入手するべく、大人買いを敢行する者もいる。
カプセルトイ（ガシャポン、ガチャガチャ）も、何が出てくるかわからないという意味ではその一種である。